# Aidsmap
Aidsmap ou NAM Aidsmap é um website que contém informação atualizada predominantemente relativa ao VIH e inerentes questões terapêuticas.
Foi fundada em 1987 por Peter Scott, numa altura em que a epidemia da SIDA era avassaladora. Tinha como objetivo compilar e divulgar informação cientificamente válida sobre a doença, desmistificando-a.
Em 1992 a Aidsmap lança a sua conhecida newsletter, atualmente referência entre as pessoas que padecem desta patologia, com vista a proporcionar escolhas informadas sobre os melhores tratamentos e opções de tratamento.